# Милорад Додик
Милорад Додик (серб. Милорад Додик / Milorad Dodik; нар. 12 березня 1959, Лакташі, СР Боснія і Герцеговина, СФРЮ) — боснійський сербський проросійський політик, Президент Республіки Сербської у Боснії і Герцеговині з 15 листопада 2022 року та у 2010—2018 і 1998—2001 рр. Член Президії Боснії і Герцоговини (від сербів) з 20 листопада 2018 року до 15 листопада 2022 року. Голова Президії Боснії і Герцеговини з 2020 до 2021 року. Прем'єр-міністр Республіки Сербської у 2006—2010 рр.

## Життєпис

### Ранні роки
Додик народився в Баня-Луці в сім'ї Боголюба і Міри Додиків. Мешкав у Лакташах, де навчався в школі. Там він грав у міській баскетбольній команді в аматорській лізі Югославії. 1978 року закінчив середню сільськогосподарську школу в Баня-Луці, після чого вступив на факультет політичних наук Белградського університету, який закінчив 1983 року.
У 1986—1990 Додик був головою виконавчої ради міської ради Лакташі. 1990 року на перших багатопартійних виборах у Боснії та Герцеговині був обраний до Асамблеї Соціалістичної Республіки Боснії та Герцеговини як кандидат від Союзу реформаторських сил Югославії та був політичним учнем ліберального реформатора Анте Марковича. Під час Боснійської війни Додик був представником у Національній асамблеї Республіки Сербської.

### Політика
Керівник Союзу незалежних соціал-демократів. На виборах 2018 року Додика обрали сербським членом президентства Боснії та Герцеговини після його перемоги над чинним президентом Младеном Іваничем.
Закінчив факультет політичних наук у Белграді. Почесний президент баскетбольного клубу «Партизан».

## Прем'єр-міністр Республіки Сербської

### Перший термін (1998—2001)
Після конфліктів Біляни Плавшич з рештою Сербської демократичної партії (SDS) Радована Караджича вона заснувала власну політичну партію, Сербський національний альянс (SNS). Дострокові вибори в Республіці Сербській відбулися 1997 року, після чого Плавшич і її SNS тісно співпрацювали з меншими сербськими соціалістичними партіями (Соціалістична партія і SNSD Додика). Додика було призначено прем'єр-міністром Республіки Сербської, хоча його партія мала лише два місця в Національній асамблеї.

### Другий термін (2006—2010)

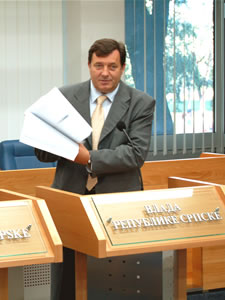
Додик демонструє кількість паперів, зменшених завдяки реформам за підтримки USAID, квітень 2007 року

Під час кампанії на загальних виборах 2006 року, після здобуття незалежності Чорногорії, Додик заявив, що Республіка Сербська не виключає права на референдум про незалежність. На виборах СНСД Додика набрала 46,9 % голосів, а СДС — 19,5 %. Міжнародна спільнота вважала його поміркованим демократичним лідером Республіки Сербської.
Додик мав підтримку з боку західних країн, які прагнули маргіналізувати сербських націоналістів. Вони вважали, що знайшли альтернативу в Додику. Після того, як він став прем'єр-міністром, Захід продовжував підтримувати його за рахунок сербських націоналістичних партій. Західні країни пообіцяли, що, якщо Додик залишиться прем'єр-міністром, Республіка Сербська отримає західну економічну допомогу. OHR і західні держави також хотіли переконатися, що він реалізує свою обіцянку повернути 70 тис. хорватських і боснійських біженців до Республіки Сербської.
Як і було обіцяно, після перемоги Додика на виборах Республіка Сербська отримала фінансову допомогу від ЄС, ці гроші були використані на виплату зарплат державним службовцям і поліції. У середині лютого 2007 року Додик поїхав до США, де його прийняла Мадлен Олбрайт. Вона описала його як «ковток свіжого повітря» і пообіцяла надати 3,6 млн євро негайної допомоги. Того ж місяця Республіка Сербська також отримала допомогу від британського уряду. Міністр закордонних справ Британії Робін Кук заявив перед Національною асамблеєю Республіки Сербської, що уряд Додика «зробив більше за перші два тижні для покращення життя людей, ніж його попередник за два роки».
Додик став найпотужнішим сербським політиком у Боснії та Герцеговині, а пізніше Захід вважав його «беззастережним націоналістом і найбільшою загрозою крихкому багатонаціональному миру Боснії та Герцеговини». Під час поліцейської реформи в Республіці Сербській Додик зумів створити собі націоналістичний профіль. Тим часом Харіс Сілайджич переміг на виборах боснійського члена президента Боснії та Герцеговини. Оскільки він був міністром під час боснійської війни і був близьким соратником Алії Ізетбеговича, Силайджич критикував Республіку Сербську як геноцидне утворення і закликав до її скасування. Крім того, Силайджич виступав за подальшу централізацію Боснії та Герцеговини.
5 травня 2008 року Додик і президент Сербії Борис Тадич урочисто відкрили парк Республіки Сербська в Белграді. 1 червня 2008 року під час візиту до Загреба Додик заявив, що операція «Буря» була актом етнічної чистки, здійсненої проти сербів, і вважав її «найбільшою етнічною чисткою, здійсненою після Другої світової війни». Президент Хорватії Степан Месич розкритикував Додика за те, що він заохочував невдоволених сербів у Хорватії жити в Республіці Сербській, водночас нехтуючи запросити боснійських і хорватських біженців повернутися. Іво Банац, президент Хорватського Гельсінкського комітету, заявив, що Хорватія в той час захищалася, і розкритикував коментарі Додика як провокації.

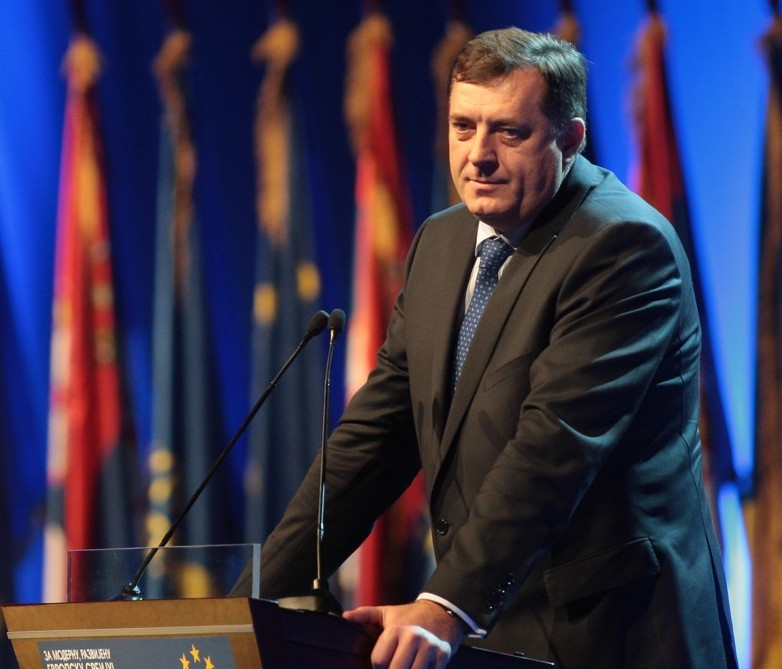
Додик на виступі в Белграді, грудень 2010

12 грудня 2008 року Додик заявив, що мусульманським суддям не можна дозволяти головувати в справах у Республіці Сербській. Він уточнив, що «для РС неприпустимо, щоб мусульманські судді судили нас і викидали скарги, які є юридично обґрунтованими. І ми вважаємо, що це лише тому, що вони мусульмани, боснійці і що вони мають негативну орієнтацію на РС, і ми бачимо змова, яка була створена». Коментарі Додика були засуджені як «надзвичайно шовіністичні» міжнародними інституціями, посольством Сполучених Штатів у Сараєво та іншими посадовими особами.
9 вересня 2009 року він і Борис Тадич, президент Сербії, відкрили школу в Пале під назвою «Сербія». Боснійські та хорватські члени тристороннього Президентства Боснії та Герцеговини не консультувалися щодо поїздки Тадича.
27 жовтня 2009 року Додик надав урядовий літак РС, щоб забрати Біляну Плавшич, колишнього президента Республіки Сербської, засуджену за воєнні злочини, і привітав її в Белграді після її дострокового звільнення зі шведської в'язниці. Желько Комшич, хорватський член боснійського президента, скасував запланований візит до Швеції на знак протесту.
У листопаді 2009 року Додик відмовився передати міжнародній прокуратурі в Суді Боснії і Герцеговини документи, де детально описується фінансування комплексу урядових будівель у Баня-Луці вартістю 110 млн євро та будівництво шосе. Він заявив, що суд не має юрисдикції щодо Республіки Сербської, і подав позов проти заступника Верховного представника Раффі Грегоріана та міжнародних прокурорів. Додик звинуватив Грегоріана в керівництві змовою проти Республіки Сербської і заявив, що серед прокурорів і суддів центрального рівня існує упередженість проти сербів.
10 листопада 2009 року Додик заявив, що серйозно розглядає можливість надання Біляні Плавшич посади в Сенаті. Він заявив, що «ми працюємо над переглядом закону про Президента Республіки, який надавав Плавшичу та іншим колишнім президентам можливість користуватися деякими привілеями, такими як офіс, грошова компенсація, радник, секретар, службовий автомобіль з водієм та так далі». Младен Босич, лідер Сербської демократичної партії, розкритикував Додика.
19 січня 2010 року президент Хорватії Степан Месич заявив, що якщо Додик оголосить референдум про незалежність Республіки Сербської, він відправить хорватських військових для втручання.

## Президент Республіки Сербської

### Перший термін (2010—2018)

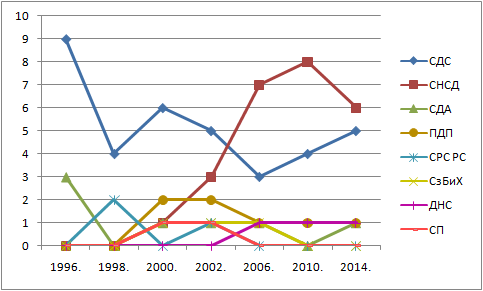
Розподіл мандатів Національної Палати представників Республіки Сербської (1996—2014)

У жовтні 2010 року Додик з невеликою перевагою переміг на президентських виборах РС в першому турі, ставши VIII президентом республіки. 30 листопада 2010 року, за даними дипломатичних депешів США, Додик підтримував план Ахтісаарі щодо незалежності Косово.
У травні 2007 року представник Держдепартаменту США Деніел Фрід надіслав телеграму, в якій цитується Додик, який заявив, що «визнання Косово послідує після такого прийняття плану Радою Безпеки ООН». Додик заперечив це й заявив, що Деніел Фрід збрехав. У травні 2011 року Додик планував провести в референдум, який мав відображати відмову від боснійських державних інституцій, включаючи суд з питань військових злочинів. Верховний представник Боснії та Герцеговини Валентин Інцко попередив, що референдум потенційно може поставити під загрозу Дейтонську угоду.
Однак невдовзі після того, як напруженість щодо референдуму зросла, Республіка Сербська вирішила скасувати його після того, як Кетрін Ештон, верховний представник ЄС із закордонних справ і політики безпеки, запевнила Додика, що ЄС розгляне скарги РС щодо зловживань у системі правосуддя Боснії та Герцеговини. 25 жовтня 2011 року Додик виступив на тему «Історія успіху американської зовнішньої політики: Дейтонські угоди, Республіка Сербська та європейська інтеграція Боснії» в Колумбійському університеті. Цей виступ розкритикували з боку багатьох організацій, включаючи Конгрес боснійців Північної Америки, Консультативну раду з Боснії та Герцеговини, Канадський інститут дослідження геноциду, Боснійсько-американський інститут геноциду та освітній центр, а також Міжнародний Центр перехідного правосуддя. Під час виступу також відбулися протести.
13 листопада 2012 року Верховний представник Валентин Інцко у доповіді Раді Безпеки ООН назвав Додика прихильником розпуску боснійської держави. Він додав, що тривожною є ініціатива, що намагається створити умови, які в односторонньому порядку змусять розпустити Збройні сили Боснії і Герцеговини. Віталій Чуркін, представник Росії в ООН, захищав Додика і звинувачував боснійців.
У листопаді 2012 року німецька прокуратура притягнула Додика та його сина до справи про корупцію за участю Hypo Alpe-Adria-Bank International. Розслідування стосувалося «кількох кримінальних правопорушень, у тому числі фальсифікації документів, підробки фінансової та господарської звітності та шахрайства». Судова система Боснії та Герцеговини спочатку розслідувала, але через політичний тиск незабаром судові органи та поліція РС припинили розгляд. За словами Домагой Маргетича, хорватського журналіста, Додик пропонував йому хабар та погрожував. 26 листопада 2012 року Високий представник у Боснії та Герцеговині Валентин Інцко підтвердив, що проти президента Республіки Сербської Милорада Додика та його сім'ї в Німеччині чи Австрії не проводилося розслідування.
1 січня 2017 року Управління контролю за іноземними активами Міністерства фінансів США (OFAC) наклало санкції на Додика згідно з Указом № 13304 і через його роль у розхитуванні ситуації щодо Конституційного суду Боснії та Герцеговини. «Перешкоджаючи Дейтонським угодам, Додик створює значну загрозу суверенітету та територіальній цілісності Боснії та Герцеговини», — сказав Джон Е. Сміт, в.о. директора OFAC.

### Другий термін (з 2022)
Обраний президентом Республіки Сербської на виборах 2022 року. Склав присягу на другий президентський термін 15 листопада 2022 року.
9 січня 2023 року, в рамках святкування Дня Республіки Сербської, Путін нагородив Додика медаллю, що викликало численні осуди, зокрема, з боку посла ЄС та України в Боснії і Герцеговині Василя Кирилича. Після цього Додик заявив Кириличу, що він «небажана особа в республіці».

## Член президії (2018—2022)
У перший місяць свого президентства Додик мав конфронтацію з новообраним членом президентства Боснії Шефіком Джаферовичем, і заявив, що не буде відвідувати першу сесію президента під новим керівництвом, поки не буде прапор Республіки Сербської, утворення Боснії та Герцеговини, був поміщений до його кабінету. Зрештою він поступився, погодившись провести сесію лише з прапором Боснії та Герцеговини.
У березні 2019 року Додик призначив своїм радником режисера Еміра Кустурицю.
У січні 2022 року Заступник міністра фінансів США Браян Нельсон назвав діяльність Додика дестабілізуючою та корупційною. Проти Додика було запроваджено санкції, також США запровадили санкції щодо медіаплатформи «Альтернативна телевізія Баня-Луки».
У серпні 2022 року подав до прокуратури Боснії і Герцеговини позов проти чинного голови Президії та представника боснійців Шефіка Джаферовича через його участь у саміті Кримської платформи, заявивши, що той узяв у ній участь без погодження з боку Президії, та вимагаючи його відставки.
У квітні 2022 року разом із Желькою Цвиянович потрапив під санкції Великої Британії, яка звинуватила їх у спробі підірвати легітимність Боснії та Герцеговини шляхом проведення політики, яка рівнозначна «фактичному відокремленню».

## Розслідування та судові процеси
В лютому 2025 року Суд Боснії та Герцеговини у Сараєві заочно засудив Додика до ув’язнення. Його звинуватили в непокорі рішенню високого представника з Боснії і Герцеговини Крістіана Шмідта. Шмідт анулював два закони, що суперечили Дейтонським угодам. Додик заяив, щов все одно підпише Указ про проголошення одного із законів. Після чого Шмідт вніс поправки до Кримінального кодексу Боснії і Герцеговини, запровадивши кримінальну відповідальність за непокору рішенням верховного представника. Нехтуючи рішеннями Шмідта, Додик підписав Указ про визнання двох скасованих законів. Додика засудили до одного року в'язниці та шести років заборони обіймати посаду президента Республіки Сербської.
18 серпня 2025 року Суд Боснії та Герцеговини у Сараєві відхилив апеляцію президента однієї з двох автономних утворень у складі країни, Республіки Сербської, Милорада Додика на рішення Центральної виборчої комісії щодо припинення його повноважень. Рішення суду є остаточним і означає, що тепер упродовж 90 днів має бути оголошено дострокові вибори президента Республіки Сербської. 